# Бучнев, Станислав Сергеевич
Станислав Сергеевич Бучнев (род. 17 июля 1990, Орджоникидзе) — российский и армянский футболист, вратарь клуба «Пюник» и сборной Армении.

## Карьера
Начинал карьеру в клубе «Автодор» из Владикавказа. Недолго играл за нижнекамский «Нефтехимик», потом два сезона за «Машук-КМВ» в первенстве второго дивизиона. Сезон 2013/14 провёл в составе «Ангушта» в первенстве ФНЛ. Оттуда перешёл в астраханский «Волгарь», в составе которого провёл больше ста матчей, в сезоне 2016/17 был капитаном команды.
После значительного сокращения бюджета клуба в зимнее межсезонье 2017/18 перешёл в «Тюмень».  10 октября 2018 года защищал ворота в кубковом матче против ЦСКА и в серии послематчевых пенальти сумел сохранить ворота в неприкосновенности. В сезоне-2019/20 играл за воронежский «Факел», после чего перешёл в армянский «Пюник».
В конце августа 2021 года вызван в сборную Армении на отборочные матчи чемпионата мира 2022. Дебютировал в сборной 14 ноября 2021 против Германии (1:4).